# Magical☆Antique
《Magical☆Antique》（日语：まじかる☆アンティーク），是日本Leaf公司制作，2000年4月28日发行的一款戀愛模擬類型成人遊戲。

## 登場人物
宮田健太郎
本作男主角。
スフィー・リム・アトワリア・クリエール
來自魔法世界「グエンディーナ」的少女。
リアン・エル・アトワリア・クリエール
スフィー的妹妹。
江藤結花
健太郎的青梅足馬，喫茶店「HONEY BEE」的看板娘。
高倉みどり
高倉財閥的大小姐。
牧部なつみ

## 製作人員
- 企劃、劇情：椎原旬
- 支線劇情：高橋龍也、雨之幸永
- 角色設計及原畫：
- 原畫協力：水無月徹
- 角色原畫：
- 背景：木村隆夫
- CG：木村隆夫、閂夜明、柏木和宏
- 音樂：米村高廣、石川真也、中上和英、下川直哉
- 程式：中島祐治、中尾佳祐
- 製作人：下川直哉
- 制作及發售：Leaf
- 販售：株式会社 AQUA PLUS

## 主題曲
片頭曲「Littlestone」
作詞：須谷尚子　作曲：米村高廣　歌：菅原露見
片尾曲「歩み」
作詞：須谷尚子　作曲：下川直哉　編曲：松岡純也　歌：AKKO